# Salishtalen

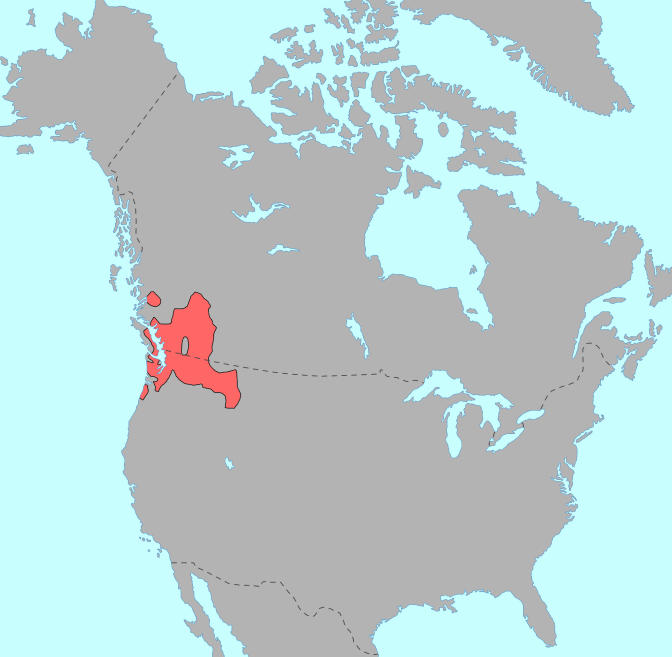
Precolumbiaanse verspreiding van de Salishtalen (in het rood)

Salishtalen worden gesproken in het noordwesten van de Verenigde Staten en in Zuidwest-Canada. De Salishtaalfamilie bestaat uit 23 talen, die niet altijd overeenkomen met het tribale onderscheid. Het woord Salish komt voort uit het woord salst dat "mens" betekent.
De Salishtalen worden gekarakteriseerd door agglutinatie en lange medeklinkerclusters. Bijvoorbeeld het woord xłp̓x̣ʷłtłpłłskʷc̓ (IPA: [xɬpʼχʷɬtɬpɬːskʷʦʼ]) in de Salishtaal Nuxálk heeft 13 medeklinkers op een rij zonder klinkers; het betekent "hij had een (kornoelje) plant".

## Stamboom
De Salishtalen vallen in drie groepen uiteen: Kustsalish, Interior Salish en Nuxálk. Deze laatste wordt soms tot Coast Salish geregeld. In onderstaande lijst geven hoofdletters subgroepen aan en cijfers talen, die weer verder verdeeld worden in dialecten. Veel groepen Salish beschouwen hun dialect als een aparte taal, hoewel het vaak goed verstaanbaar is voor naburige groepen.

### NuxálkofBella Coola
1. Nuxálk of Bella Coola, Salmon River
- Kimsquit
- Bella Coola
- Kwatna
- Tallheo

### Kustsalish
A. Central Coast Salish of Central Salish)
2. Comox
- Island Comox (aka Qʼómox̣ʷs)
- Sliammon (Homalco-Klahoose-Sliammon) (aka ʔayʔaǰúθəm)

3. Halkomelem
Island of Hulʼq̱ʼumiʼnumʼ, həl̕q̓əmín̓əm̓)
- Cowich
- Snuneymuxw/Nanaimo

Downriver of Hunqʼumʔiʔnumʔ
- Musqueam
- Katzie

Upriver of Upper Sto:lo, Halqʼəméyləm)
- Kwantlen
- Chehalis (Canada)
- Chilliwack
- Tait
- Skway

4. Lushootseed (of Puget Salish, Skagit-Nisqually, Dxʷləšúcid)
Northern
- Skagit (of Skaǰət)
- Snohomish (of Sduhubš)

Southern
- Duwamish-Suquamish ( Dxʷduʔabš)
- Puyallup (of Spuyaləpubš)
- Nisqually (of Sqʷaliʔabš)

5. Nooksack (of Nooksack ɬə́čələsəm, ɬə́čælosəm) (†)
6. Pentlatch (of Pənƛ̕áč) (†)
7. Sháshíshálh (aka Sechelt, Seshelt, Shashishalhem, šášíšáɬəm)
8. Squamish (aka Sḵwx̱wú7mesh snichim, Sḵwx̱wú7mesh, Sqwxwu7mish, sqʷx̣ʷúʔməš)
i. Straits Salish group (aka Straits)
9. Klallam (aka Clallam, Nəxʷsƛ̕áy̓emúcən)
- Becher Bay
- Eastern
- Western

10. Northern Straits (aka Straits)
- Lummi (aka Xwlemiʼchosen, xʷləmiʔčósən) (†)
- Saanich (aka SENĆOŦEN, sənčáθən, sénəčqən)
- Samish (aka Siʔneməš)
- Semiahmoo (aka Tah-tu-lo) (†)
- Sooke (aka Tʼsou-ke, c̓awk) (†)
- Songhees (aka Lək̓ʷəŋín̓əŋ) (†)

11. Twana (aka Skokomish, Sqʷuqʷúʔbəšq, Tuwáduqutšad) (†)
- Quilcene
- Skokomish (aka Sqʷuqʷúʔbəšq)

B. Tsamosan of Olympic)
i. Inland
12. Cowlitz of Lower Cowlitz, Sƛ̕púlmš) (†)
13. Upper Chehalis of Q̉ʷay̓áyiɬq̉) (†)
- Oakville Chehalis
- Satsop
- Tenino Chehalis

ii. Maritime
14. Lower Chehalis of ɬəw̓ál̕məš) (†)
- Humptulips
- Westport-Shoalwater
- Wynoochee

15. Quinault fo Kʷínayɬ)
- Queets
- Quinault

C. Tillamook
16. Tillamook of Hutyéyu) (†)
Siletz
- Siletz

Tillamook
- Garibaldi-Nestucca
- Nehalem

### Interior Salish
A. Noordelijk
17. Shuswap (aka Secwepemctsín, səxwəpməxcín)
Eastern
- Kinbasket
- Shuswap Lake

Western
- Canim Lake
- Chu Chua
- Deadman's Creek–Kamloops
- Fraser River
- Pavilion-Bonaparte

18. Lillooet (aka Lilloet, St'át'imcets)
- Lillooet-Fountain
- Mount Currie–Douglas

19. Thompson River Salish (aka Nlakaʼpamux, Ntlakapmuk, nɬeʔkepmxcín, Thompson River, Thompson Salish, Thompson, known in frontier times as the Hakamaugh, Klackarpun, Couteau or Knife Indians)
- Lytton
- Nicola Valley
- Spuzzum–Boston Bar
- Thompson Canyon

B. Zuidelijk
20. Coeur d’Alene (aka Snchitsuʼumshtsn, snčícuʔumšcn)
21. Columbia-Moses (aka Columbia, Nxaʔamxcín)
- Chelan
- Entiat
- Columbian
- Wenatchee (aka Pesquous)

22. Colville-Okanagan (aka Okanagan, Nsilxcín, Nsíylxcən, ta nukunaqínxcən)
Noordelijk
- Quilchena & Spaxomin
- Arrow Lakes
- Penticton
- Similkameen
- Vernon

Zuidelijk
- Colville-Inchelium
- Methow
- San Poil–Nespelem
- Zuidelijk Okanogan

23. Montana Salish (Kalispel–Pend d'Oreille language, Spokane–Kalispel–Bitterroot Salish–Upper Pend d'Oreille)
- Salish (aka Séliš, Bitterroot Salish, Flathead)
- Kalispel (aka Qalispé)

- Chewelah
- Kalispel (aka Qlispé, Lower Pend d'Oreille, Lower Kalispel)
- Upper Pend d’Oreille (aka Čłqetkʷmcin, Qlispé)

- Spokane (aka Npoqínišcn)

Pentlatch, Nooksack, Twana, Lower Chehalis, Upper Chehalis, Cowlitz en Tillamook zijn tegenwoordig uitgestorven. Ook de dialecten Lummi, Semiahmoo, Songhees en Sooke van Northern Straits zijn uitgestorven.